# Konina (powiat Limanowski)
Konina is een plaats in het Poolse district Limanowski, woiwodschap Klein-Polen. De plaats maakt deel uit van de gemeente Niedźwiedź en telt 2008 inwoners.